# 寺西明
寺西 明（てらにし あきら、1966年3月28日 - ）は、兵庫県加古川市出身のプロゴルファーである。安原ホールディングス所属。

## 略歴
志方中学校卒業後、溶接などの仕事を始め技術を習得する。自ら起業した製造業「株式会社明完企工」社長を務める。
仕事の付き合いの為、30歳から本格的にゴルフを始め、その後、数々のアマチュアタイトルを獲得した。
49歳となった2015年に1回限りと決めてプロテストに挑戦し、一発合格を果たす。
2017年からシニアツアーに参戦、最終戦の「いわさき白露シニア」で初優勝。
2020年の「日本シニアオープン」で優勝し、同年のシニアツアーで初の賞金王を獲得した。

## 優勝歴

### PGAシニアツアー
- 2017年 - いわさき白露シニアゴルフトーナメント
- 2018年 - ISPS HANDA CUP フィランスロピーシニアトーナメント
- 2019年 - セヴンヒルズカップＫＢＣシニアオープン
- 2020年 - 日本シニアオープンゴルフ選手権競技
- 2021年 - 金秀シニア沖縄オープンゴルフトーナメント[1]

＊ 太字は公式戦（メジャー）

### その他
- 2014年 - 関西アマチュアゴルフ選手権